# キアラーノ
キアラーノ（伊: Chiarano）は、イタリア共和国ヴェネト州トレヴィーゾ県にある、人口約3,600人の基礎自治体（コムーネ）。

## 地理

### 位置・広がり

#### 隣接コムーネ
隣接するコムーネは以下の通り。
- チェッサルト
- ゴルゴ・アル・モンティカーノ
- モッタ・ディ・リヴェンツァ
- オデルツォ
- ポンテ・ディ・ピアーヴェ
- サルガレーダ

### 気候分類・地震分類
気候分類では、zona E, 2336 GGに分類される。
また、イタリアの地震リスク階級 (it) では、zona 3 (sismicità bassa) に分類される。